# 99.9%
99.9% es el primer álbum de estudio del productor canadiense de música electrónica Kaytranada, publicado el 6 de mayo de 2016, por XL Recordings (a nivel mundial) y HW&W Recordings (en Canadá). El álbum que consta de 15 canciones incluye artistas invitados como Anderson Paak, Vic Mensa, Little Dragon, Syd, Craig David, AlunaGeorge y BadBadNotGood, entre otros. 99.9% fue presentado con cinco sencillos «Leave Me Alone» en colaboración con Shay Lia, «Drive Me Crazy» en colaboración con Vic Mensa, «Bus Ride», «Glowed Up» en colaboración con Anderson Paak y «Lite Spots». El 19 de septiembre de 2016, el álbum fue nombrado como ganador del Polaris Music Prize 2016, mientras que el 1 de abril de 2017, el álbum ganó como "Álbum Del Año" en los Premios Juno del 2017.

## Lista de canciones
Todas las canciones son producidas por Kaytranada, excepto «Bus Ride» y «Weight Off».

| N.º | Título                                         | Duración |  |
| 1.  | «Track Uno»                                    | 5:44     |  |
| 2.  | «Bus Ride» (con Karriem Riggins y River Tiber) | 2:13     |  |
| 3.  | «Got It Good» (con Craig David)                | 3:48     |  |
| 4.  | «Together» (con AlunaGeorge and GoldLink)      | 3:17     |  |
| 5.  | «Drive Me Crazy» (con Vic Mensa)               | 4:37     |  |
| 6.  | «Weight Off» (con BadBadNotGood)               | 2:35     |  |
| 7.  | «One Too Many» (con Phonte)                    | 3:38     |  |
| 8.  | «Despite the Weather»                          | 2:01     |  |
| 9.  | «Glowed Up» (con Anderson Paak)                | 4:58     |  |
| 10. | «Breakdance Lesson N.1»                        | 4:28     |  |
| 11. | «You're the One» (con Syd)                     | 3:47     |  |
| 12. | «Vivid Dreams» (con River Tiber)               | 4:36     |  |
| 13. | «Lite Spots»                                   | 3:50     |  |
| 14. | «Leave Me Alone» (con Shay Lia)                | 4:37     |  |
| 15. | «Bullets» (con Little Dragon)                  | 4:59     |  |

| Bonus-track en Kaytranada.com |                        |          |  |
| N.º                           | Título                 | Duración |  |
| 16.                           | «Nobody Beats the Kay» | 2:03     |  |

## Posicionamiento
| Chart (2016)                             | Peak position |
| ---------------------------------------- | ------------- |
| Australia (ARIA)                         | 21            |
| Bélgica (Ultratop flamenca)              | 38            |
| Bélgica (Ultratop valona)                | 106           |
| Canadá (Billboard Canadian Albums)       | 24            |
| Países Bajos (Album Top 100)             | 29            |
| Francia (SNEP)                           | 81            |
| Alemania (Offizielle Top 100)            | 94            |
| Irlanda (IRMA)                           | 83            |
| Nueva Zelanda (Recorded Music NZ)        | 31            |
| Suiza (Schweizer Hitparade)              | 54            |
| Reino Unido (UK Albums Chart)            | 31            |
| Estados Unidos (Billboard 200)           | 73            |
| Estados Unidos (Dance/Electronic Albums) | 2             |